# شيريدان
شيريدان (بالإنجليزية: Sheridan, Arkansas)‏ هي مدينة تقع في مقاطعة غرانت، أركنسو بولاية أركنساس في الولايات المتحدة. تبلغ مساحة هذه المدينة 10.2 (كم²)، وترتفع عن سطح البحر 84 م، بلغ عدد سكانها 4603 نسمة في عام 2010 حسب إحصاء مكتب تعداد الولايات المتحدة.

## التركيبة السكانية
حدّد مكتب تعداد الولايات المتحدة بيانات التركيبة السكانية لشيريدان في تعداد الولايات المتحدة. في ما يلي، التركيبة السكانية حسب تعدادي 2000 و2010.

### تعداد عام 2000
بلغ عدد سكان شيريدان 3,872 نسمة بحسب تعداد عام 2000، وبلغ عدد الأسر 1,509 أسرة وعدد العائلات 1,051 عائلة مقيمة في المدينة. في حين سجلت الكثافة السكانية 124.2 نسمة لكل كيلومتر مربع (321.7/ميل2). وبلغ عدد الوحدات السكنية 1,685 وحدة بمتوسط كثافة قدره 54.1 لكل كيلومتر مربع (140.1/ميل2).
وتوزع التركيب العرقي للمدينة بنسبة 97.34% من البيض و0.96% من الأمريكيين الأفارقة و0.28% من الأمريكيين الأصليين و0.15% من الأمريكيين ذوي الأصول الآسيوية و0.05% من سكان جزر المحيط الهادئ و0.57% من الأعراق الأخرى و0.65% من عرقين مختلطين أو أكثر و0.96% من الهسبانيون أو اللاتينيون من أي عرق.
بلغ عدد الأسر 1,509 أسرة كانت نسبة 38.3% منها لديها أطفال تحت سن الثامنة عشر تعيش معهم، وبلغت نسبة الأزواج القاطنين مع بعضهم البعض 56.4% من أصل المجموع الكلي للأسر، ونسبة 10.4% من الأسر كان لديها معيلات من الإناث دون وجود شريك،  بينما كانت نسبة 2.8% من الأسر لديها معيلون من الذكور دون وجود شريكة وكانت نسبة 30.4% من غير العائلات. تألفت نسبة 27% من أصل جميع الأسر من عدة أفراد يعيشون في نفس المنزل ونسبة 10.9% كانت تتألف من شخص يعيش بمفرده يبلغ من العمر 65 عاماً أو أكثر. وبلغ متوسط حجم الأسرة المعيشية 2.49، أما متوسط حجم العائلات فبلغ 3.02.
بلغ العمر الوسطي للسكان 35.3 عاماً. وكانت نسبة 26.3% من القاطنين تحت سن الثامنة عشر، وكانت نسبة 8% بين الثامنة عشر والرابعة والعشرين عاماً، ونسبة 29.5% كانت واقعةً في الفئة العمرية ما بين الخامسة والعشرين والرابعة والأربعين عاماً، ونسبة 20.8% كانت ما بين الخامسة والأربعين والرابعة والستين، ونسبة 12.6% كانت ضمن فئة الخامسة والستين عاماً فما فوق. يوجد لكل 100 أنثى 89.3 ذكر، ويوجد لكل 100 أنثى في الثامنة عشر من عمرها فما فوق 89.1 ذكر.
بلغ متوسط دخل الأسرة في المدينة 37,207 دولارًا، أما متوسط دخل العائلة فبلغ 43,953 دولارًا. وكان متوسط دخل الذكور 32,216 دولارًا مقابل 22,891 دولارًا للإناث. وسجل دخل الفرد الخاص بالمدينة 19,184 دولارًا. وكانت نسبة 7% من العائلات ونسبة 9.8% من السكان تحت خط الفقر، وكان من هؤلاء نسبة 11.8% تحت سن الثامنة عشر ونسبة 17.6% في الخامسة والستين من العمر وما فوق.

### تعداد عام 2010
بلغ عدد سكان شيريدان 4,603 نسمة بحسب تعداد عام 2010، وبلغ عدد الأسر 1,814 أسرة وعدد العائلات 1,238 عائلة مقيمة في المدينة. في حين سجلت الكثافة السكانية 147.7 نسمة لكل كيلومتر مربع (382.5/ميل2). وبلغ عدد الوحدات السكنية 2,007 وحدة بمتوسط كثافة قدره 64.4 لكل كيلومتر مربع (166.8/ميل2).
وتوزع التركيب العرقي للمدينة بنسبة 94.98% من البيض و1.59% من الأمريكيين الأفارقة و0.43% من الأمريكيين الأصليين و0.48% من الأمريكيين ذوي الأصول الآسيوية و0.02% من سكان جزر المحيط الهادئ و1.28% من الأعراق الأخرى و1.22% من عرقين مختلطين أو أكثر و2.85% من الهسبانيون أو اللاتينيون من أي عرق.
بلغ عدد الأسر 1,814 أسرة كانت نسبة 36.7% منها لديها أطفال تحت سن الثامنة عشر تعيش معهم، وبلغت نسبة الأزواج القاطنين مع بعضهم البعض 49% من أصل المجموع الكلي للأسر، ونسبة 13.2% من الأسر كان لديها معيلات من الإناث دون وجود شريك،  بينما كانت نسبة 6.1% من الأسر لديها معيلون من الذكور دون وجود شريكة وكانت نسبة 31.8% من غير العائلات. تألفت نسبة 27.5% من أصل جميع الأسر من عدة أفراد يعيشون في نفس المنزل ونسبة 12.2% كانت تتألف من شخص يعيش بمفرده يبلغ من العمر 65 عاماً أو أكثر. وبلغ متوسط حجم الأسرة المعيشية 2.46، أما متوسط حجم العائلات فبلغ 2.98.
بلغ العمر الوسطي للسكان 36.6 عاماً. وكانت نسبة 25.2% من القاطنين تحت سن الثامنة عشر، وكانت نسبة 9.1% بين الثامنة عشر والرابعة والعشرين عاماً، ونسبة 26.9% كانت واقعةً في الفئة العمرية ما بين الخامسة والعشرين والرابعة والأربعين عاماً، ونسبة 23.6% كانت ما بين الخامسة والأربعين والرابعة والستين، ونسبة 15.1% كانت ضمن فئة الخامسة والستين عاماً فما فوق. وتوزع التركيب الجنسي للسكان بنسبة 47.8% ذكور و52.2% إناث.

## أعلام
- راي هاميلتون
- إيرل سميث
- إدي جو وليامز
- جون إل. ماكليلان

## وصلات خارجية
- The US50 - Cities and Towns in Arkansas State
- 2012 United States Census Estimate